# Katthorstpark
Der Katthorstpark ist eine 19.200 m² große Grünfläche im Hamburger Stadtteil Volksdorf.

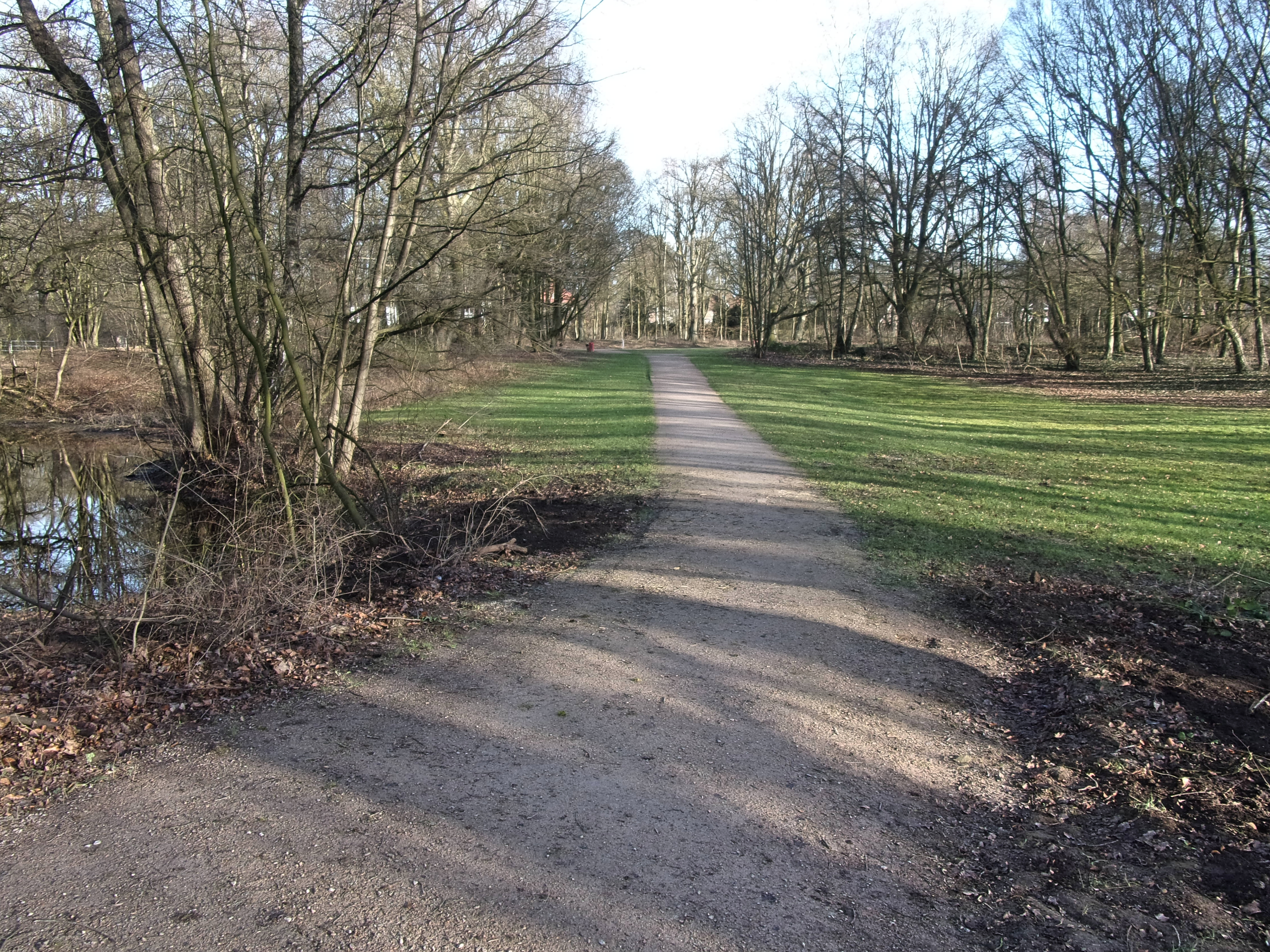
Hauptweg des Katthorstparks in Richtung Zentrum Volksdorf

## Hundeauslaufzone
Der Park dient als uneingezäunte Hundeauslaufzone.

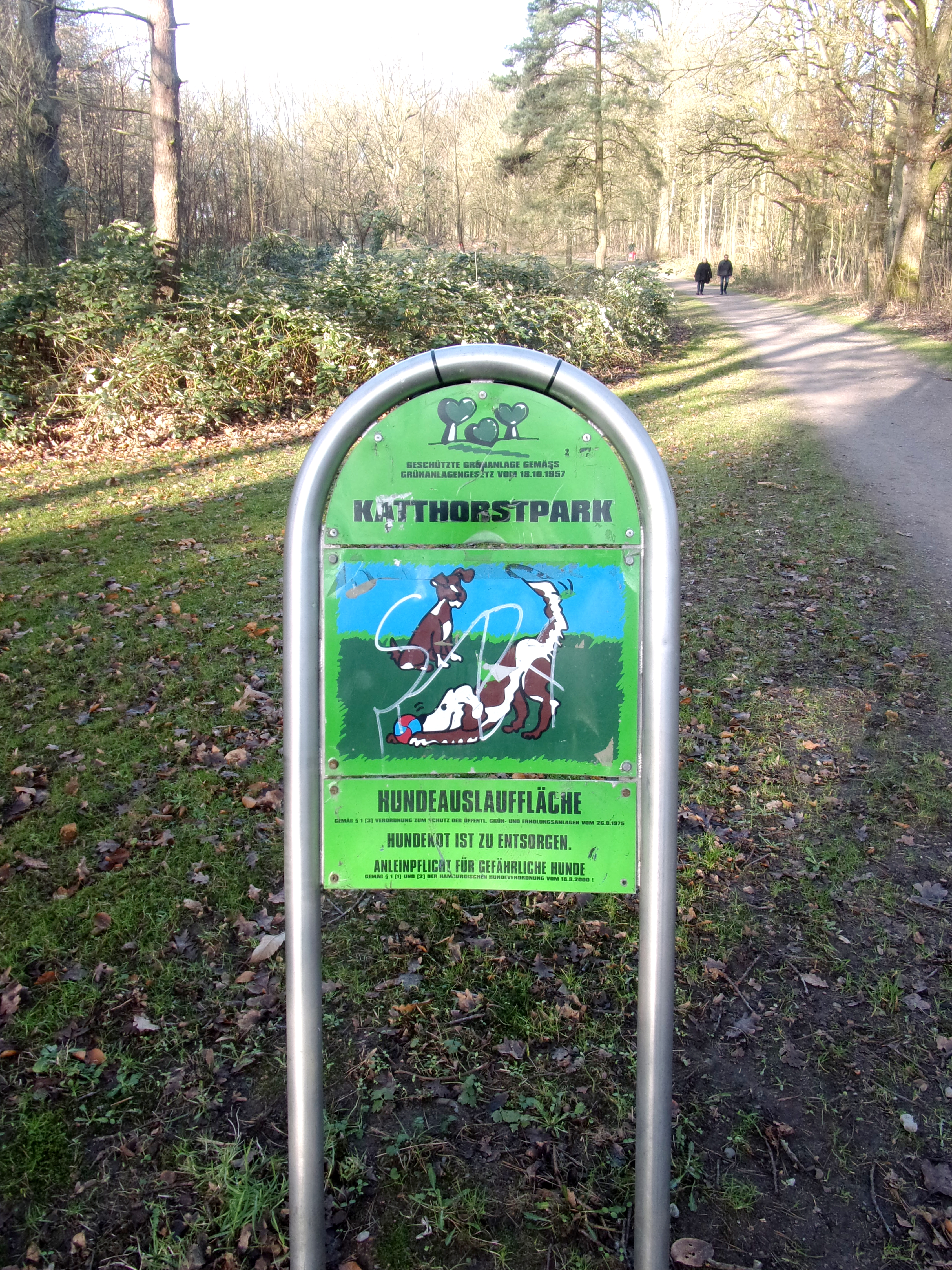
Hundeauslaufzone

Die Hundezone verläuft parallel zur Straße Halenreie; zwischen den Straßen Buckhorn und Kattjahren.

## Hochbahnwanderweg
Der Katthorstpark liegt am Hochbahnwanderweg Volksdorf - Ohlstedt.

## Gestaltung
Im Park befinden sich zwei Teiche; der Große und der Kleine Halenreienteich. Beide Teiche durchfließt die Gussau.